# 懷氏線小鱂
懷氏線小鱂，為輻鰭魚綱鯉齒目鰕鱂亞目溪鱂科的其中一種，為熱帶淡水魚，分布於南美洲巴西Laguna de Araruama及Das Ostras至São João河流域，體長可達8公分，棲息在泥底質、水淺的季節性水塘、氾濫區，生活習性尚不明確，可作為觀賞魚飼養。

## 擴展閱讀
維基物種上的相關：懷氏線小鱂